# Ostřice plstnatoplodá
Ostřice plstnatoplodá (Carex lasiocarpa) je druh jednoděložné rostliny z čeledi šáchorovité (Cyperaceae).

## Popis
Jedná se o rostlinu dosahující výšky nejčastěji 40-120 cm. Je vytrvalá, netrsnatá, vytváří plazivé oddenky a krátké výběžky. Listy jsou střídavé, přisedlé, s listovými pochvami. Lodyha je tupě trojhranná, delší než listy nebo stejně dlouhá jak listy. Čepele jsou asi 1-2 mm široké, většinou nadvinuté až štětinovitě svinuté, často s nitkovitou pokroucenou špičkou. Bazální pochvy jsou nejčastěji červenohnědé až narůžovělé, slabě síťnatě rozpadavé. Ostřice plstantoplodá patří mezi různoklasé ostřice, nahoře jsou klásky čistě samčí, dole čistě samičí. Samčích klasů bývá 1-3, samičích také 1-3. Dolní listen je stejně dlouhý nebo delší než květenství, na bázi krátce pochvatý nebo bez pochvy. Okvětí chybí. V samčích květech jsou zpravidla 3 tyčinky. Čnělky jsou většinou 3. Plodem je mošnička, která je asi 3-5,5 mm dlouhá, zelenohnědá a pýřitá, na vrcholu zúžená do cca 1 mm dlouhého zobánku, který je dvouklaný. Každá mošnička je podepřená plevou, která je tmavohnědá se žlutozeleným kýlem. Kvete nejčastěji v květnu až v červenci. Počet chromozómů: 2n=56.

## Rozšíření
Ostřice plstnatoplodá je rozšířena ve velké části Evropy, v jižní části však skoro chybí, dále roste v severnější Asii, hlavně na Sibiři na východ až po Japonsko, její areál zasahuje také do Severní Ameriky, kde roste kromě Carex lasiocarpa i příbuzný druh Carex lanuginosa. Další příbuzný druh, Carex fedia, roste v Himálaji. Mapa rozšíření viz zde: .

## Rozšíření v Česku
V ČR roste vzácně od nížin do podhůří, je to silně ohrožená rostlina flóry ĆR, kategorie C2. Nejčastěji ji můžeme potkat v jižních Čechách, jinde je mnohem vzácnější a celkově ustupuje. Je to druh rašelinišť a rašelinných luk.